# Grgur Ninski
Grgur Ninski (?, druga pol. 9. stoljeća – ?, nakon 928.) bio je kancelar hrvatskog kraljevskog dvora i jedan od najznačajnijih ninskih biskupa. Spominje se kao episcopus Chroatorum u spisima splitskih crkvenih sabora 925. i 928. godine.

## Životopis
U Ninu je stolovao oko 900. – 929. godine, a za vrijeme svog stolovanja poznat je kao glavni zagovornik staroslavenskog jezika i narodnog pisma glagoljice kao i glagoljaškoga bogoslužja. Kada se 925. godine Tomislav proglašava kraljem biskup Grgur Ninski imao je vodeću vrhovnu crkvenu vlast u državi Hrvatskoj. Na crkvenom saboru koji je održan 925. godine u Splitu bori se zajedno s kraljem Tomislavom za bogoslužje na hrvatskom (slavenskom) jeziku i za uporabu glagoljice kao pisma. Tomislav je podržao povijesno pravo salonitanske crkve, na taj način izbjegavši raskol.  Zaključke sabora trebao je potvrditi tadašnji papa Ivan X., no te 925. to nije učinjeno jer su do pape došla razna izvješća i pisma, a papa i dalmatinski biskupi nametnuli su svoje zaključke neizravnom ucjenom zabranjujući ređenje svećenika koji "rabe slavenski jezik da služi Bogu".
Tako je Grgur Ninski, čija je biskupija osnovana u 9. stoljeću, ostao bez biskupije i metropolije, te je na drugom saboru, koji je održan također u Splitu 928. godine, ukinuta Ninska biskupija, a Grguru Ninskom dodijeljena Skradinska biskupija. Na istom saboru crkvena vlast nad cijelom Hrvatskom i Dalmacijom predana je splitskom nadbiskupu. Zabranjeno je zaređenje svećenika koji su služili mise na starohrvatskom (svima koji nisu znali latinski), a liturgijski je jezik službeno postao latinski. Kako je bilo jako malo svećenika koji su znali latinski, bogoslužja su se nastavila na starohrvatskom uz uporabu glagoljice.

## Skulptura Grgura Ninskog
Brončani kip biskupa Grgura Ninskog koji se nalazi u Ninu pokraj crkve sv. Anselma jedan je od tri koja postoje u Hrvatskoj. Sva je tri spomenika Grguru Ninskom izradio hrvatski kipar Ivan Meštrović. Prvi je kip poklonio gradu Splitu, monumentalniju i malo različitu inačicu od onog drugog, upola manjeg, poklonjenog gradu Varaždinu, a koji je postavljen na Franjevački trg 20. rujna 1931. godine. Varaždinski je prva inačica spomenika Grguru Ninskom koju je Meštrović skicirao na crtežima i modelirao u gipsu. Monumentalna skulptura Grgura Ninskog bila je 1929. godine postavljena ispred splitske prvostolnice na peristilu Dioklecijanove palače, uklonjena za vrijeme Drugoga svjetskog rata i ponovno postavljena nakon rata ispred sjevernih gradskih vrata.
Umanjena replika kipa iz Varaždina postavljena je u Ninu 10. rujna 1969. godine, povodom proslave 900. obljetnice izdavanja povelje hrvatskoga kralja Petra Krešimira IV., a kojom se prvi put javlja pojam Mare Nostrum (naše more) kao dokaz kraljeve vlasti na moru i na kopnu.

## Galerija
- Biskupov kip u Splitu
- Kip u Varaždinu iz 1931.
- Kip u Ninu

## Ostale obrade
Grgur Ninski bio je predmetom obradbe u slikarstvu (Celestin Medović, Jozo Kljaković), poeziji (Ivan Kukuljević Sakcinski, Juraj Kapić, Vladimir Nazor, Rikard Katalinić Jeretov, Paula von Preradović) i glazbi (Josip Hatze, Tutti Frutti[nedostaje izvor]).